# 小松研多郎
小松　研多郎（こまつ　けんたろう、1961年1月27日 - ）は、日本の作詞、作曲、編曲家。バンド活動を経て、1992年に[子供達は夜の住人]内、楽曲提供にて作曲家デビュー。

## 経歴
- 1983年：バンド[CANSAYTOO]で西武音楽祭決勝出場。担当楽器キーボード
- 1984年：早稲田大学卒業
- 1985年：バンド[LOCALMOTION]にて第30回ポピュラーソングコンテスト関東甲信越大会決勝出場。楽曲提供。担当キーボード
- 1992年：「子供達は夜の住人」イメージCD中に楽曲を提供。作曲家デビュー。
- 既婚であり、1男の父である。

## 主な提供楽曲 参加プロジェクト
- 桜井智

「RUN RUN RUN」（作曲）
- 西村知美

「学研　CDROM」（編曲）
- 松本梨香

「恋するDIARY」（作曲）

### テレビアニメ
- 無責任艦長タイラー

恋したみたい
ありFURETA恋
いざ往けヤマモト
俺達ゃ海兵隊
哀歌
SAMURAI
SKYHIGH
DONOT BE IRRESPONSIBLE
- 夢のクレヨン王国

けちな九月ダンナの歌
スカンクお月見歌
虹の橋渡っていこう
- INTO THE NIGHT (月面のイヴ）
- STARDUST(COMBINATION)
- GOODNIGHT GIRLS (花咲きコマチGIRLS）
- SHOOT LOVEHUNTER(元祖爆れつハンター)
- 二人の夜明け(BLUESEED)

等
- 某プロ野球球団に応援歌を提供している。